# Linówiec (województwo kujawsko-pomorskie)
Linówiec – wieś w Polsce, położona w województwie kujawsko-pomorskim, w powiecie bydgoskim, w gminie Dobrcz.
W latach 1975–1998 Linówiec należał administracyjnie do województwa bydgoskiego. W TERYT miejscowość występuje pod nazwą Linowiec.
Przed 2023 r. miejscowość była częścią wsi Nekla
Według danych Urzędu Gminy Dobrcz (XII 2020 r.) miejscowość liczyła 74 mieszkańców.
Znajduje się tutaj pomnik przyrody – dąb szypułkowy, który w momencie powołania mierzył 453 cm w obwodzie.